# Милка Енчева
Милка Георгиева Енчева е българска палеонтоложка.

## Биография
Милка Енчева е родена на 18 март 1930 г. в София, където завършва средното си образование. През 1954 г. завършва геология в Софийския университет с професионална квалификация „геолог-палеонтолог“. Проявява интерес към триаската фауна. Работи последователно като специалист в системата на Главното управление за геоложки и минни проучвания, служба „Геоложко картиране“, към НИГИ към Комитета към геология, а от 1967 г. до пенсионирането си през 1990 г. – като научен сътрудник към Геологическия институт на БАН, секция „Палеонтология“. През 1976 г. защитава докторска дисертация на тема: "Представители на семейство Posidoniidae в триаса  в България - таксономия и филогения". Значителни са приносите ѝ в опознаването на българските триаски фауни.
През 1968 г. Милка Енчева, заедно със съпруга си Илия Кънчев (1929 – 2001), публикува раздела за Триаската система в монографията „Стратиграфия на България“ (под редакцията на Васил Цанков и Христо Спасов).
Милка Енчева е автор на повече от 15 научни статии. През 1972 г. публикува своя капитален труд от поредицата „Фосилите на България – том II. ТРИАС“.
Участва в уреждането и обогатяването на Музея по палеонтология и исторична геология към Софийския университет. Д-р Милка Енчева също така дарява много свои материали от Котленско на Природонаучния музей в град Котел. Участва и с част от своята колекция в експозицията „Палеонтология“ на Националния природонаучен музей.
Умира на 1 август 2003 г. в София.
- Изложба на мезозойската ера в Националния природонаучен музей
- Изложба на периода триас в Музея по палеонтология и исторична геология на Софийския университет „Свети Климент Охридски“